# 세누시야
세누시 종단(아랍어: السنوسية 앗사누시야[*], 영어: Senussi Order)은 리비아의 수니파 수피 종단이다. 1837년 무함마드 이브 알리 앗세누시가 세웠다.
세누시 종단은 제1차 세계대전 전후로 리비아인들의 독립운동 구심점이 되어 이탈리아군 및 영국군과 싸웠다. 제2차 세계대전 때는 북아프리카 전선의 영국 제8군을 도와 파시스트 이탈리아 및 나치 독일과 싸웠다. 리비아 왕국이 독립하자 초대 종주 앗세누시의 손자 무함마드 이드리스 앗세누시가 이드리스 1세로 즉위했다. 1969년 리비아 혁명으로 집권한 무아마르 카다피는 이드리스 1세를 폐위하고 왕정도 폐지했다. 이후 세누시 종단은 카다피 정권의 탄압을 받았으나 아직까지 살아 있으며, 특히 키레나이카 지방에서 영향력이 강하다.